# كونراد أليرس

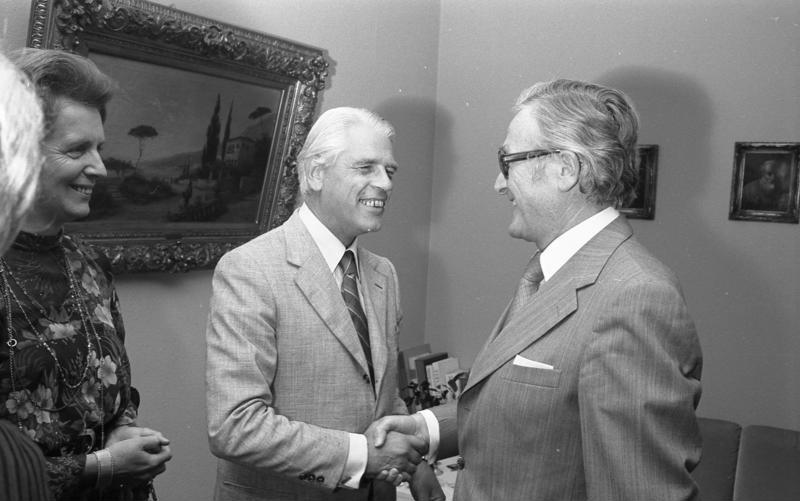

كونراد أليرس (بالألمانية: Conrad Ahlers)‏ (8 نوفمبر 1922 في هامبورغ - 19 ديسمبر 1980 في بون) كان صحفي وسياسي ألماني وعضو في الحزب الديمقراطي الاجتماعي الألماني.
في عام 1947 شارك في تأسيس اتحاد الشباب. في عام 1950 أصبح كونراد رئيس الخدمة في الصحافة والإعلام التابعة للحكومة الاتحادية في عهد المستشار كونراد أديناور.

## روابط خارجية
- كونراد أليرس على موقع الموسوعة البريطانية (الإنجليزية)
- كونراد أليرس على موقع مونزينجر (الألمانية)